# Иван Марангозов (учител)
Вижте пояснителната страница за други личности с името Иван Марангозов.
Иван Николов Марангозов е роден през 1874 г. в с. Ново село (сега част от гр. Априлци).
Дългогодишен учител в селото.
Известен е като летописец на Априлското въстание в района на Ново село, известно като Новоселско въстание.
Написал е книгата „Новоселското въстание“.

## Памет
Неговото име носят:
- СПТУ по туризъм в гр. Априлци[2]
- Улица в гр. Априлци

Бюст-паметник на Иван Марангозов е издигнат в Априлци.